# Pseudosempervivum aucheri
Pseudosempervivum aucheri là một loài thực vật có hoa trong họ Cải. Loài này được Pobed. miêu tả khoa học đầu tiên.